# Список объектов всемирного наследия ЮНЕСКО в Боливии
В спи́ске объе́ктов Всеми́рного насле́дия ЮНЕ́СКО в Боли́вии значатся 7 наименований (на 2014 год), это составляет 0,6 % от общего числа (1248 на 2025 год). 6 объектов включены в список по культурным критериям, 1 объект — по природным.
Кроме этого, по состоянию на 2010 год, 5 объектов на территории государства находятся в числе кандидатов на включение в список всемирного наследия, в том числе 2 — по культурным, 1 — по природным и 2 — по смешанным критериям.
Боливия ратифицировала Конвенцию об охране всемирного культурного и природного наследия 4 октября 1976 года. Первый объект на территории Боливии был занесён в список в 1987 году на 11-й сессии Комитета всемирного наследия ЮНЕСКО.

## Список
Объекты расположены в порядке их добавления в список всемирного наследия. Если объекты добавлены одновременно, то есть на одной сессии Комитета всемирного наследия ЮНЕСКО, то объекты располагаются по номерам.
| # | Изображение | Название | Местоположение         | Время создания         | Год внесения в список | №    | Критерии        |
| - | ----------- | --- | ---------------------- | ---------------------- | --------------------- | ---- | --------------- |
| 1 |             | Горнозаводской город Потоси (исп. Ciudad de Potosí) | Департамент Потоси     | 1545                   | 1987                  | 420  | ii, iv, vi      |
| 2 |             | Иезуитские миссии на землях индейцев чикитос (исп. Misiones jesuíticas de Chiquitos): а) Сан-Франциско-Хавьер б) Консепсьон в) Санта-Ана-де-Веласко г) Сан-Мигель-де-Веласко б) Сан-Рафаэль-де-Веласко в) Сан-Хосе-де-Чикитос | Департамент Санта-Крус | 1696—1760              | 1990                  | 529  | iv, v           |
| 3 |             | Исторический город Сукре (исп. Ciudad histórica de Sucre) | Департамент Чукисака   | 1538                   | 1991                  | 566  | iv              |
| 4 |             | Археологический памятник Фуэрте-де-Самайпата (исп. Fuerte de Samaipata) | Департамент Санта-Крус | XIV — XVI века         | 1998                  | 883  | ii, iii         |
| 5 |             | Национальный парк Ноэль-Кемпфф-Меркадо (исп. Parque Nacional Noel Kempff Mercado) | Департамент Санта-Крус | —                      | 2000                  | 967  | ix, x           |
| 6 |             | Древний город Тиауанако: духовный и политический центр доиспанской индейской культуры (исп. Tihuanaco: centro espiritual y político de la cultura tihuanaco)                                                                  | Департамент Ла-Пас     | VIII — V века до н. э. | 2000                  | 567  | iii, iv         |
| 7 |             | Кхапак-Ньян — дорожная система в Андах (исп. Sistema Vial Andino / Qhapaq Ñan) | Департамент Ла-Пас     |                        | 2014                  | 1459 | ii, iii, iv, vi |

## Предварительный список
В таблице объекты расположены в порядке их добавления в предварительный список. В данном списке указаны объекты, предложенные правительством Боливии в качестве кандидатов на занесение в список всемирного наследия.
| # | Изображение | Название                                                        | Местоположение        | Время создания | Год внесения в список | №    | Критерии       |
| - | ----------- | --------------------------------------------------------------- | --------------------- | -------------- | --------------------- | ---- | -------------- |
| 1 |             | Палеонтологический памятник Каль Орко (исп. Cal Orcko)          | Департамент Сукре     | —              | 2003                  | 1816 | viii           |
| 2 |             | Инкальяхта—крупнейший инкский город Кольасуйу (исп. Incallajta) | Департамент Кочабамба | XV век         | 2003                  | 1815 | ii, iii, iv, v |
| 3 |             | Индустриальное наследие Пулакайо (исп. Pulacayo)                | Департамент Потоси    | XIX век        | 2003                  | 1814 | iii, iv, vi    |
| 4 |             | Священное озеро Титикака (исп. Titicaca)                        | Департамент Ла-Пас    | —              | 2003                  | 1817 |                |
| 5 |             | Национальный парк Сахама (исп. Parque nacional Sajama)          | Департамент Оруро     | —              | 2003                  | 1813 |                |